# Chelodina parkeri
Chelodina parkeri är en sköldpaddsart som beskrevs av  Anders Rhodin och MITTERMEIER 1976. Chelodina parkeri ingår i släktet Chelodina och familjen ormhalssköldpaddor. IUCN kategoriserar arten globalt som sårbar. Inga underarter finns listade i Catalogue of Life.
Denna sköldpadda förekommer på södra Nya Guinea. Arten har påvisats i Västpapua på Indonesien och i Papua Nya Guinea.